# 白馬龍潭寺

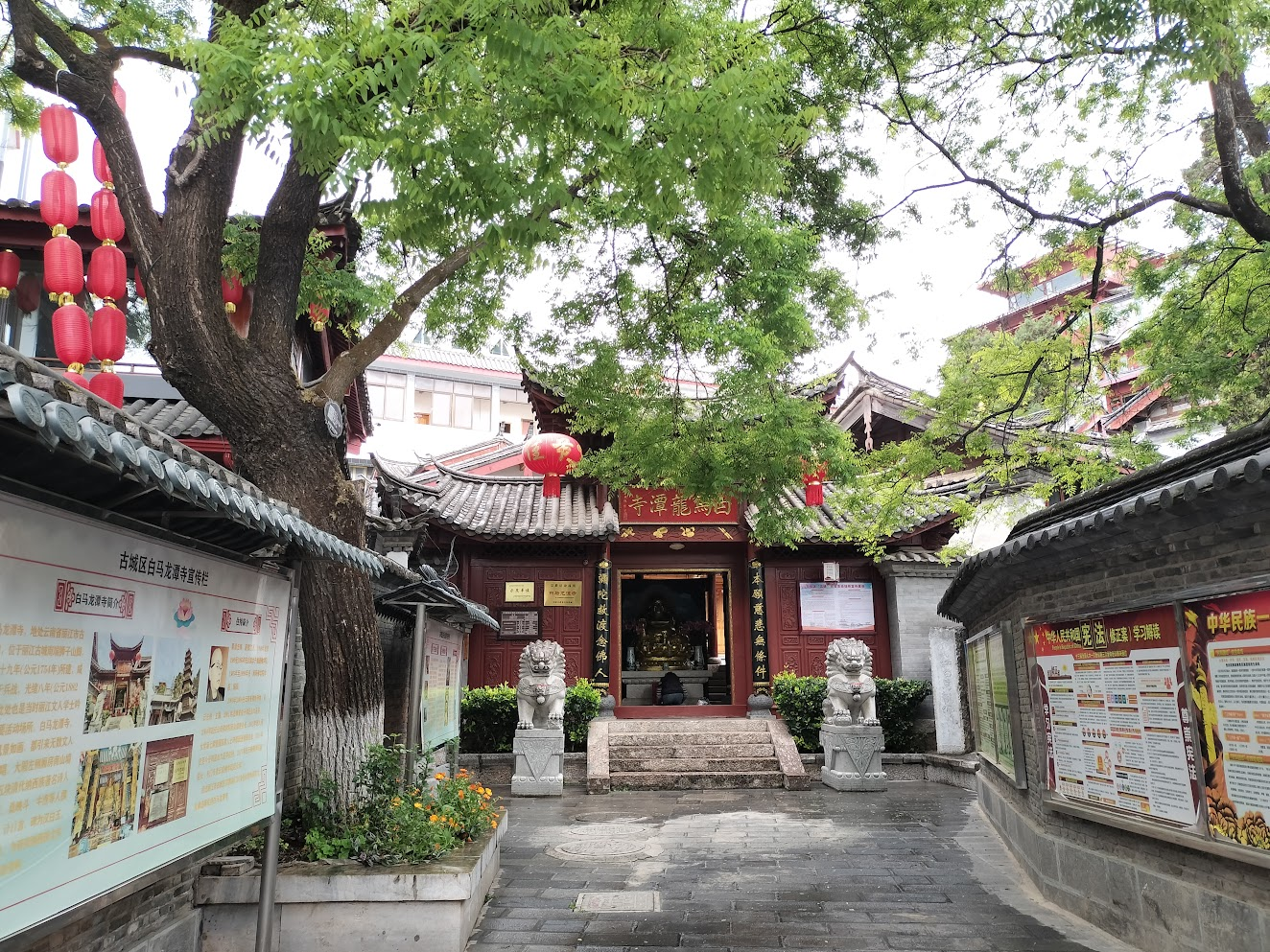
白馬龍潭寺

白馬龍潭寺（はくばりゅうたんじ、英語: baimalongtangsi)は中国雲南省の麗江市の麗江古城の中にあり、獅子山の麓に位置している。建立は乾隆19年（1754年）になり、咸豊帝時代に戦火により、一部損壊したが、光緒8年（1882年）に再建された。歴史は約250年になり、1982年に麗江県級重点文物保護単位に認定された。
白馬龍潭寺は中国仏教のエリアとチベット仏教のエリアにわかれている。左手が中国仏教エリアで、右手がチベット仏教エリアである。どちらも無料で開放されている。その各エリアで修行僧が修行に励んでいる。ナシ族のエリアではあるものの、漢族とチベット族の寺院が一緒にあるというもの珍しい。

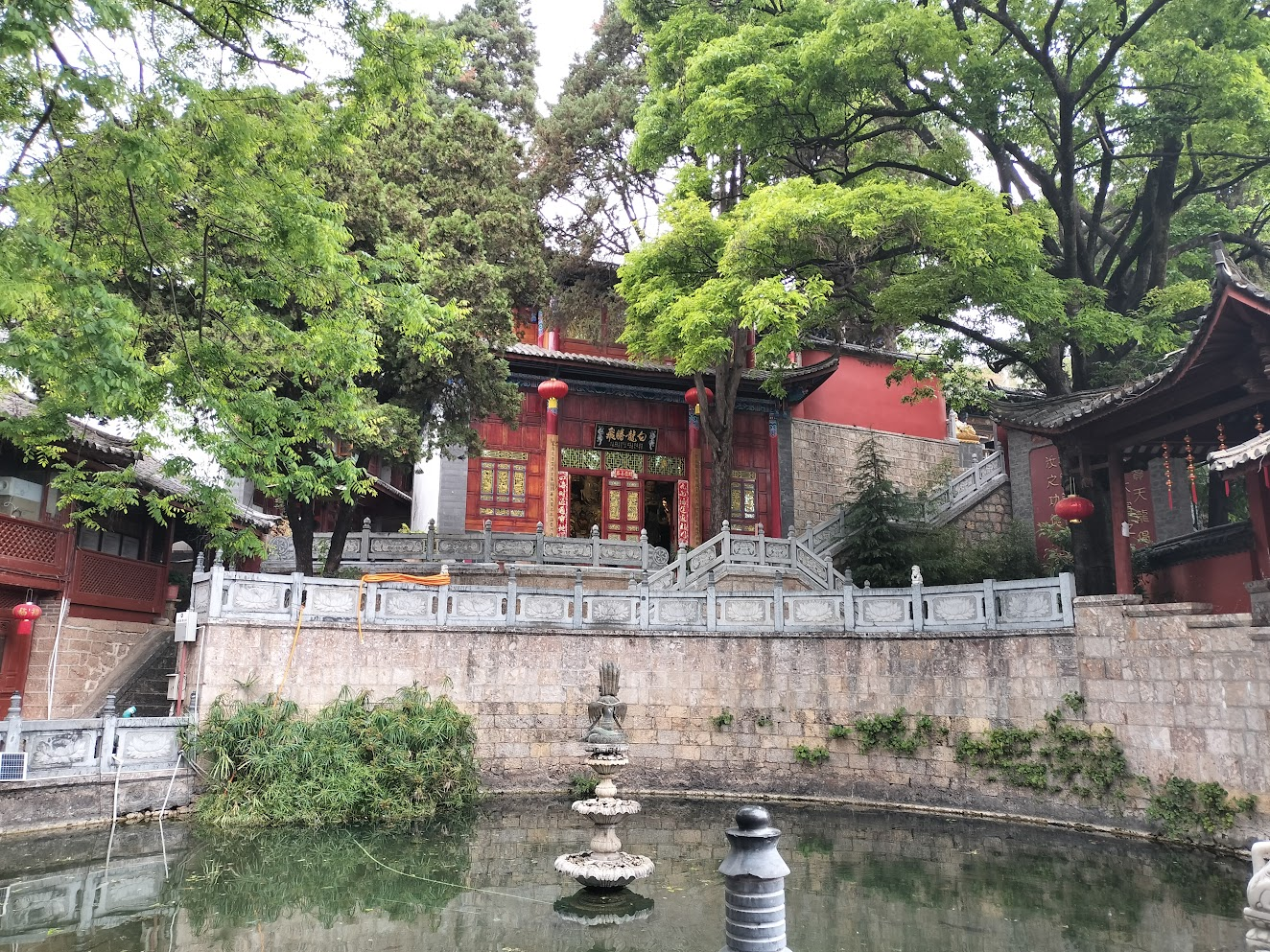
チベット仏教エリア

ここからは透きとおった泉が湧き出ており、その池には多くの魚が泳いでいる。ナシ族はここを神泉と祀っており、清らかな泉は境内の外まで続いている。3つの池につながっているため、現地の人は三眼井とよんでいる。
ここは麗江古城の南西の端にあり、龍潭広場からほど近い場所にある。そのためか麗江の文人たちがよくこの地を題材にして詩歌を歌っている。白馬龍潭の大殿にはナシ族の詩人である楊竹廬、馬子雲、桑映斗、牛焘などの詩を彫った詩碑が残っている。